# Gruppo Fini
Il Gruppo Fini è un'azienda alimentare italiana con sede a Modena, specializzata nella produzione di pasta fresca ripiena a marchio Fini, nonché conserve vegetali, passate di pomodoro e confetture a marchio Le Conserve della Nonna.

## Storia
Le origini del marchio Fini risalgono al 1912 quando Telesforo Fini e sua moglie Giuditta aprirono una salumeria nel centro storico di Modena. Negli anni seguenti vennero aperti un ristorante e un laboratorio per la lavorazione delle carni. Successivamente, grazie anche alle intuizioni del figlio Giorgio Fini, l'azienda produttiva si espanse notevolmente, specializzandosi in pasta fresca, pasta ripiena (tra cui i tortellini modenesi), piatti pronti rapidi e aceto balsamico. Le attività si estesero poi alla ristorazione con la creazione di Fini Fast e al settore alberghiero.
Nel 1989 la multinazionale dell'alimentare Kraft General Foods, allora controllata da Philip Morris, acquisì le attività produttive di Fini, lasciando ristorazione e alberghi agli eredi della famiglia.
La Kraft riorganizzò quindi la propria struttura di gruppo incorporando la Pietro Negroni srl, la Simmenthal S.p.A. e la Comm. Telesforo Fini srl. Quest'ultima, dopo aver inglobato tutte le società interessate alla fusione, al termine dell'operazione assunse il nome Kraft General Foods srl.
Nel 1998 Kraft cedette le attività di Fini e Negroni al gruppo Chiari & Forti dell'imprenditore Giulio Malgara.
Tra il 2004 e il 2006 una serie di successive riorganizzazioni portarono alla nascita del Gruppo Fini SpA, azienda partecipata dal fondo Paladin Capital Partners e dal fondo L Capital (del gruppo Louis Vuitton) che già controllavano il marchio Conserve della Nonna. Il marchio Fini Salumi, insieme a Negroni, fu invece acquisito dal Gruppo Veronesi.
Dal 2008 il fondo Paladin ottenne la maggioranza del Gruppo Fini; a seguito della ristrutturazione dei debiti, nel 2010 la Banca Popolare dell'Emilia-Romagna acquisì una quota del gruppo.
Dal 2016 il Gruppo Fini S.p.A. è una società a socio unico, al cento per cento di proprietà del fondo Paladin che fa capo all'imprenditore Giovanni Cagnoli.
Il secondo marchio del Gruppo Fini è Le Conserve della Nonna, azienda di Modena produttrice di conserve vegetali, passate e sughi di pomodoro, confetture e altri prodotti alimentari. Fondata nel 1973 a Ravarino, in provincia di Modena, essa è stata la prima azienda italiana a realizzare le conserve di pomodoro confezionate in vaso di vetro. Nel 1980 l'azienda inizia la produzione dei sughi e dal 1995 la produzione di confetture, marmellate, verdure e legumi.

### Gruppo Real Fini
Dopo la cessione delle attività produttive alla Kraft, la famiglia Fini giunta alla terza generazione ha continuato invece a controllare il Gruppo Real Fini Modena, che all'epoca era proprietario di tre hotel di lusso (Hotel Real Fini, La Baia del Re, San Francesco), della Premiata Salumeria Telesforo Fini, del ristorante Fini, del negozio di specialità alimentari La Dispensa di Giuditta e della catena di stazioni di servizio autostradali Fini Fast.
Nel 2007 le stazioni Fini Fast furono cedute al gruppo Sarni, che continuò ad utilizzare il marchio fino al 2013.
Nel 2009 fu decisa la chiusura dell'hotel San Francesco e dello storico ristorante Fini.
L'Hotel Real Fini fu ceduto nel 2012 alla famiglia Rinaldi, già attiva nel settore alberghiero; essa rilevò anche la Premiata Salumeria due anni più tardi.
Nel 2017 chiuse anche la Dispensa di Giuditta.
Del gruppo è rimasto l'Hotel Baia del Re, attualmente controllato dalla quarta generazione della famiglia Fini.